# Universidad James Cook
La Universidad James Cook (James Cook University) se encuentra en Townsville y Cairns dentro del estado de Queensland en Australia.  Tiene aproximadamente 13000 estudiantes y ofrece cursos diversos desde medicina hasta biología marina.
Su nombre se le debe al capitán británico James Cook, gracias a quien se hizo popular el descubrimiento y el potencial colonial de la costa este de Australia.
A mediados de los años 1970, el campus general de la Universidad se trasladó desde Pimlico, un suburbio de Townsville, hacia Douglas, un suburbio más alejado de la ciudad, cerca de la base militar al costado de Mt Stuart, en una extensa área rodeada de árboles de eucalipto típicos de la zona de Townsville. Actualmente, la Universidad James Cook (JCU por sus siglas en inglés) cuenta con otros campus en Cairns y Singapur y otros centros más pequeños en Mt. Isa, la Isla Thursday, Mackay y Brisbane.
La universidad es muy reconocida por su especialidad en ciencias marinas (aquacultura y biología marina, entre otras) y en ingeniería. En el año 2001, la Universidad aceptó los primeros estudiantes de Medicina en la recientemente construida Escuela de Medicina, la cual está bien posicionada, ya que cuenta con el Hospital General de Townsville a un costado de la misma. El año 2006 vio la entrada de los primeros estudiantes de Ciencias Veterinarias, convirtiéndose JCU en la primera universidad fuera de la capital Brisbane que ofrezca esta carrera en el estado de Queensland.
A pesar de su tamaño y de haber sido fundada recientemente, JCU ha mantenido consistentemente una muy alta reputación a nivel de Australia.